# Jasha Sütterlin
Jasha Sütterlin (Friburgo de Brisgovia, 4 de noviembre de 1992) es un ciclista alemán que compite con el Team Jayco AlUla.
Debutó en 2011 en el equipo de su país Thüringer Energie y para la temporada 2014 fichó por el conjunto Movistar. En 2020 se marchó a las filas del conjunto Team DSM.

## Palmarés
2011
- Tour de Berlín

2013
- 2 etapas del Giro del Valle de Aosta

2016
- 2.º en el Campeonato de Alemania Contrarreloj

2017
- 1 etapa de la Vuelta a la Comunidad de Madrid[2]
- 2.º en el Campeonato de Alemania Contrarreloj

2018
- 2.º en el Campeonato de Alemania Contrarreloj

2019
- 3.º en el Campeonato de Alemania Contrarreloj

## Resultados en Grandes Vueltas y Campeonatos del Mundo
| Carrera              | Carrera              | 2011 | 2012 | 2013 | 2014 | 2015 | 2016  | 2017  | 2018 | 2019  | 2020 | 2021 | 2022 | 2023 | 2024  |
| -------------------- | -------------------- | ---- | ---- | ---- | ---- | ---- | ----- | ----- | ---- | ----- | ---- | ---- | ---- | ---- | ----- |
|                      | Giro de Italia       | —    | —    | —    | —    | —    | 113.º | —     | —    | 120.º | —    | —    | 87.º | 75.º | 57.º  |
|                      | Tour de Francia      | —    | —    | —    | —    | —    | —     | 108.º | —    | —     | —    | Ab.  | —    | —    | —     |
|                      | Vuelta a España      | —    | —    | —    | —    | —    | —     | —     | —    | —     | 55.º | —    | 85.º | 71.º | 121.º |
| Mundial en Ruta      | Mundial en Ruta      | —    | —    | —    | —    | —    | Ab.   | 116.º | —    | Ab.   | —    | —    | —    | —    | —     |
| Mundial Contrarreloj | Mundial Contrarreloj | —    | —    | —    | —    | —    | 33.º  | 35.º  | —    | —     | 16.º | —    | —    | —    | —     |

—: no participa

Ab.: abandono